# Maison d’Ailleurs

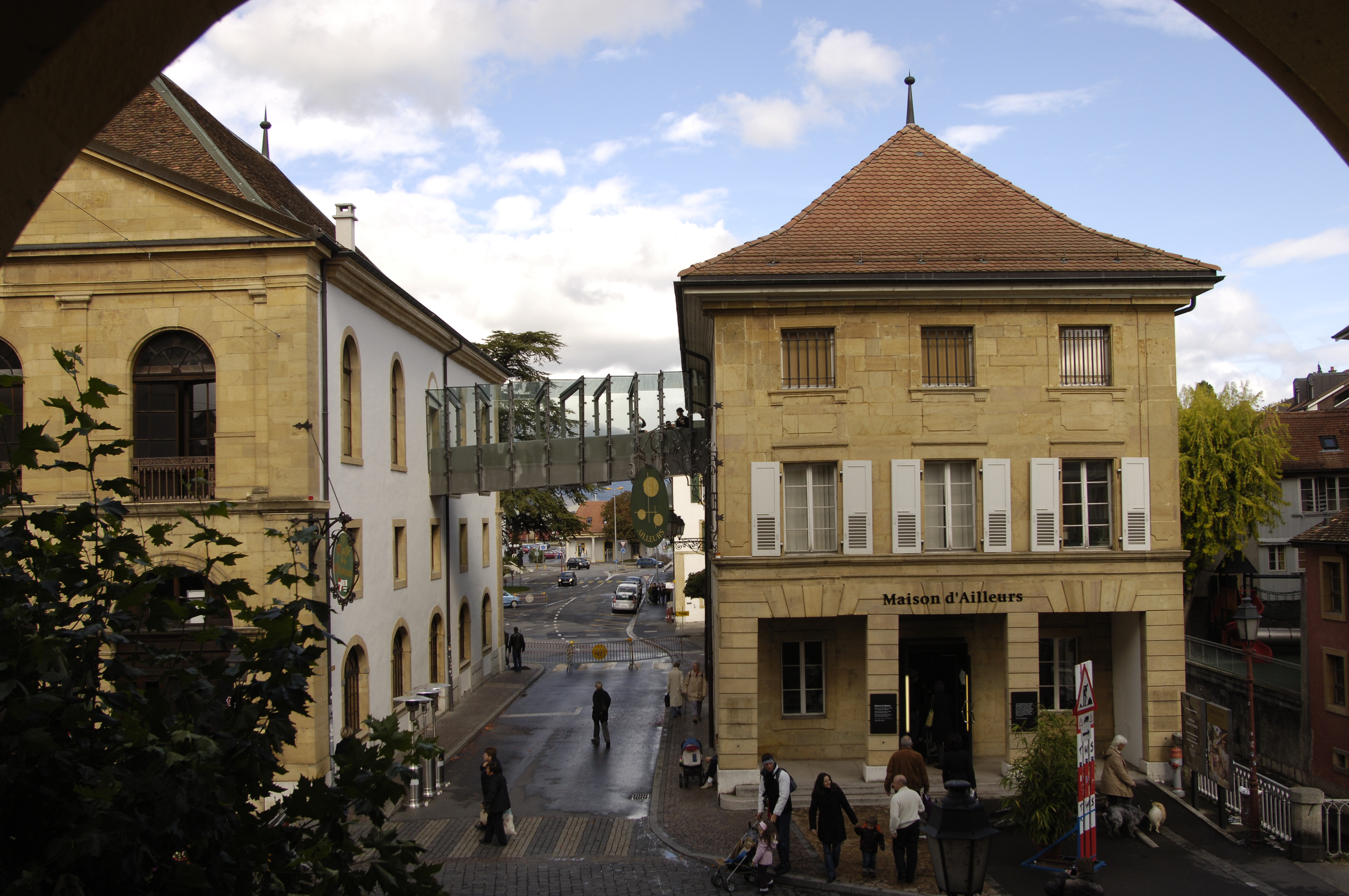
Die Maison d’Ailleurs in Yverdon-les-Bains

Die Maison d’Ailleurs ist ein Museum für Science-Fiction in Yverdon-les-Bains.
Das Museum, das heute von einer Stiftung geführt wird, befindet sich in einem ehemaligen Wohnhaus an der Place Pestalozzi im Zentrum der Stadt. Der Schriftsteller Pierre Versins, Verfasser der Encyclopédie de l’utopie, des voyages extraordinaires et de la science-fiction (1972), gründete das Museum im Jahr 1976 auf der Grundlage seiner privaten Sammlung von Gegenständen aller Art, die von der Kulturgeschichte der Science-Fiction, der Utopie und der fantastischen Reisen zeugen. Der Kern der Sammlung gehört der Stadt Yverdon-les-Bains. Der private Verein Amis de la Maison d’Ailleurs unterstützt die Aktivitäten des Hauses.
Die Themen, die im Museum präsentiert und dargestellt werden, umfassen literarische Werke von den Epen Homers bis zu den Reiseberichten Jules Vernes und neuere Formen wie etwa Videospiele und Filmreihen wie Star Wars. Das Museum dokumentiert die vielfältigen Erscheinungsformen fiktiver Erzählungen in der Populärkultur, der Literatur, im Film und im Comic und sammelt auch Objekte und Souvenirs, die auf diese Geschichten Bezug nehmen.

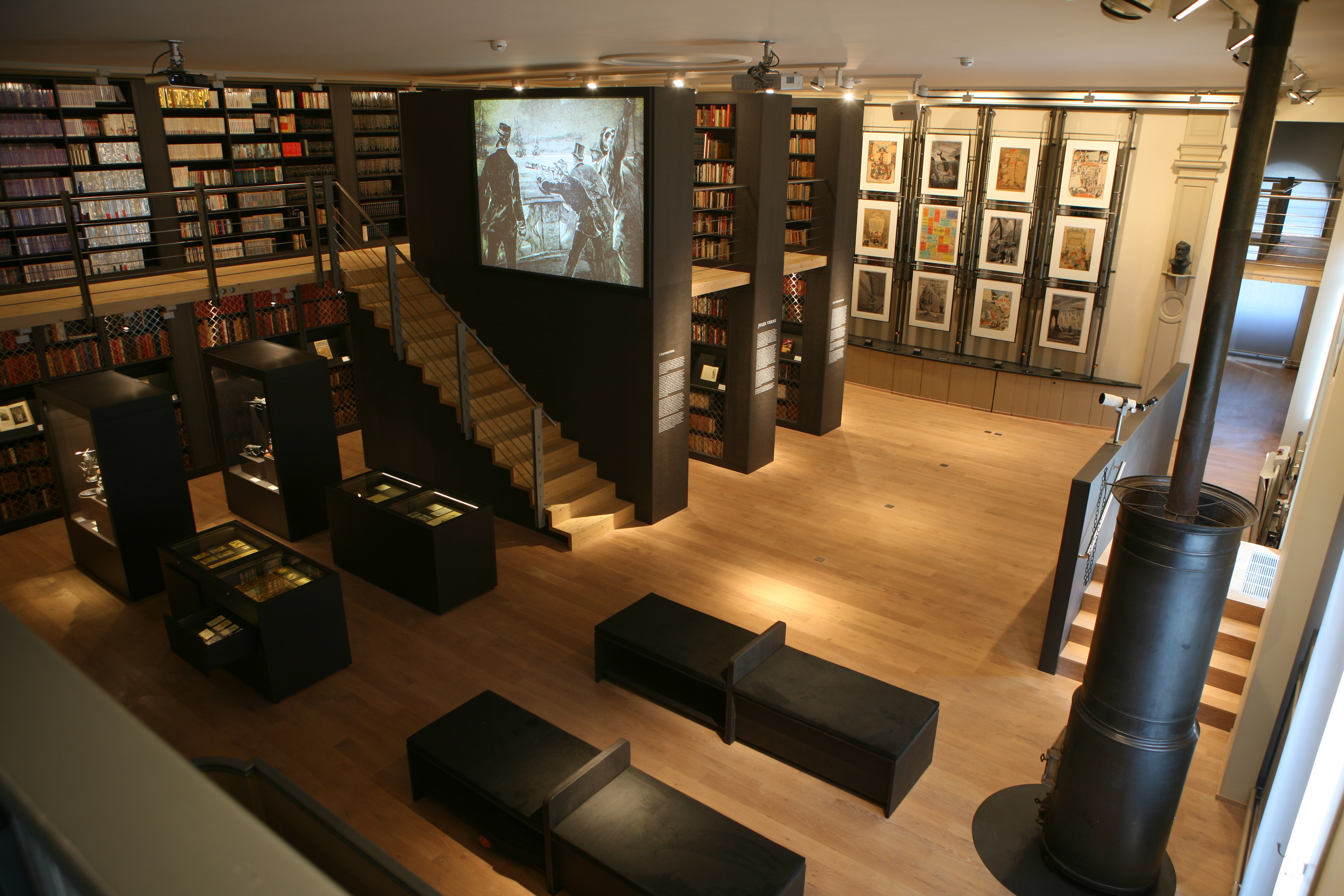
Espace Jules Verne im Annex zu der Maison d’Ailleurs

Mit einer grossen Spezialsammlung zu den Werken von Jules Verne, die der Auslandschweizer Jean-Michel Margot 2003 der Stadt Yverdon-les-Bains schenkte, richtete das Museum im benachbarten ehemaligen Stadtcasino die Abteilung Espace Jules Verne ein.
Das Museum will mit seinen Ausstellungen einerseits auf die kulturelle und gesellschaftliche Funktion von Fiktion und Fantasy aufmerksam machen und andererseits die lebendige Science-Fiction-Kultur im aktuellen Kunstschaffen vorstellen. Deshalb hat es in seiner Geschichte mehrere Ausstellungen mit Werken zeitgenössischer Künstler bis hin zu neuen Formen der digitalen Kunst gezeigt. Das Museum als weltweit einzige Institution auf seinem Gebiet arbeitet für verschiedene Projekte international mit andern Institutionen zusammen, so etwa mit der Europäischen Weltraumorganisation, der Cité de l’espace in Toulouse, dem Festival Utopiales in Nantes oder dem Neuchâtel International Fantastic Film Festival.
Im Jahr 2010 erhielt die Maison d’Ailleurs den französischen Literaturpreis Grand Prix de l’Imaginaire in der Kategorie «Europäischer Preis».
Seit 2018 wird an der Universität Lausanne zusammen mit der Maison d’Ailleurs und dem Westschweizer Science-Fiction-Verein Association romande de science-fiction der Preis für Science-Fiction-Literatur Prix de l’Ailleurs vergeben.